# Mimela gabonensis
Mimela gabonensis är en skalbaggsart som beskrevs av Ohaus 1908. Mimela gabonensis ingår i släktet Mimela och familjen Rutelidae. Inga underarter finns listade i Catalogue of Life.